# Sigyn (1887)
Sigyn är ett ursprungligen svenskt, senare finländskt, segelfartyg, en tremastad bark. Sigyn byggdes av ek och furu på Gamla Varvet i Göteborg, med master av pitch pine, enligt ritningar av Johan Hübe. Beställare var den tidigare varvsdisponenten Adolf Landgrens änka, huvudredare var den nya varvsdisponenten G. D. Kennedy. Hon sjösattes 15 juli 1887, jungfruresan blev den 17 oktober samma år. Sigyn seglade under svensk flagg från 1887 till 1927, först med Göteborg som hemmahamn, sedan Halmstad och till sist Råå. Hon är ett av de sista barkskeppen byggda av trä – de flesta träfartyg byggdes från denna tid som skonare eller galeaser för kustfart (eller motsvarande typer i andra delar av världen). Hon är också det sista bevarade handelsfartyget av sin typ, som i tiderna var mycket vanlig; då Sigyn byggdes seglade ännu tusentals träbarkar. Sigyn ligger i flytdocka i Åbo som museifartyg. Sigyn ägs av Stiftelsen för museifartyget Sigyn, en stiftelse som grundats av staden Åbo och Stiftelsen för Åbo Akademi. Åren 1939-1994 ägdes hon av Stiftelsen för Åbo Akademi via Sjöhistoriska museet (senare Sjöhistoriska institutet) vid Åbo Akademi.

## Trä och segel, stål och ånga
Barkskeppen var billigare att rigga, underhålla och bemanna än fullriggarna, som tidigare dominerat långfarten. Detta blev särskilt viktigt när ångfartygen tagit över de flesta mer lönsamma trader.
Ursprungligen byggdes Sigyn "för fraktfart å avlägsnare farvatten". Sigyn var, med en lastförmåga på 500 ton, litet för att vara ett skepp för oceanfart. Under denna tid fanns redan de stora barkskeppen av stål, som kunde lasta 4 000 ton, och också träbarkar lastade över 1 000 ton. Kostnaderna för sådana fartyg var, i förhållande till lastförmågan, mycket mindre än Sigyns. Hennes redare George Douglas Kennedy hade också större fartyg och såg antagligen en nisch för ett fartyg som Sigyn.
En fördel med Sigyns storlek var att hon kunde få laster som inte hade fyllt större fartyg. Genom sitt grundgående kunde hon också gå in i mindre hamnar. Sigyn hade snabba linjer, en kraftig rigg och stor segelyta. Hon var snabb och trygg.

## Atlant- och nordsjöfart
De första tjugo åren seglade Sigyn mestadels i trampfart i Atlanten. Före kriget korsade hon Atlanten 46 gånger. En resa gjordes till Bangkok 1897. Returresan med teak från Bangkok till Cádiz gjordes på 164 dygn, med stopp vid S:t Helena. Ångfartygen hade redan tagit över många typers laster. Sigyns ringa storlek gjorde att hon inte tog laster av spannmål, salpeter eller liknande, som sysselsatte många av segelfartygen på den här tiden. För små träfartyg var tiderna svåra, men Sigyn verkar att ha klarat sig väl: hon var praktiskt taget aldrig upplagd och seglade relativt litet i ballast.
Då dessa frakter blev sämre såldes Sigyn 1905 för 30 000 kronor, till det kom 20 000 kronor för upprustning. Efterfrågan på skandinaviskt virke hade blivit stor och Sigyn, vars enhetliga lastrum lämpade sig för sådan last, seglade i nordsjötrafik fram till första världskriget, med avbrott vissa år för atlantresor. Den nye redaren Anders Svensson i Halmstad hade flera mindre segelfartyg för sådan trafik.
I december 1913 under en resa mellan Hudiksvall och Galway ankrades Sigyn i Dybingefjorden utanför Kristiansand på grund av motvind. På natten ökade stormen till orkan, Sigyns förankring (säkrad med en tross och vajer till land) släppte och Sigyn drev på järnbarken Anders från Helsingborg, varefter båda strandade. Sigyn blev kondemnerad och bogserad till Holms varv i Råå för reparation. Den skadade stormasten flyttades framåt vid reparationerna och riggades med en billigare gaffelrigg. Sigyn blev alltså ett skonertskepp, billigare i underhåll och med bättre kryssningsegenskaper, som var till nytta i kustfarten. Det stora gaffelstorseglet var dock besvärligt i hård vind på oceanfart.
På grund av kriget blev frakterna över Atlanten mycket lönande och Atlanten korsades 10 gånger, varav 7 under 12 månader. 1917 seglade hon åter i skandinaviska vatten. Efter en grundstötning bekostades reparationerna genom att man sålde kopparförhydningen (som bland annat skyddar oceanfarande träfartyg mot skeppsmask, genom detta var Sigyn alltså inte längre lämplig för oceansegling). Det var brist på fartyg under och efter kriget.
8 april 1918 såldes Sigyn till Carl Titon Johansson i Råå, från juni 1921 finns även Salsåkers Ångsåg AB Nordingrå med som ägare till fartyget, huvudredare förblev Carl T Johansson. Salsåkers Ångsåg AB behövde fartyget för att frakta produkter från sin såg till Storbritannien och kontinenten. I tio år tjänade Sigyn denna handel, ofta med returlast av kol och jordbrukskalk. 1925 såldes fartyget, först till ett partsrederi med sjökapten Sigfrid Ziegler som huvudredare, när Zieegler som ledde rederiet dog 1927, vidare till Vårdö på Åland till skeppsredare Arthur Lundqvist. Köpeskillingen var 20 000 kronor, mindre än en tiondel av priset tio år tidigare.

## Museifartyget Sigyn
Det nybildade sjöfartsmuseet i Åbo köpte Sigyn 1939, varvid hon blev det första museifartyget i Finland. Hon invigdes 3 juli och hann visas några månader. Under vinterkriget, som bröt ut i november, skadades hon av bomber som föll i närheten och under krigen fanns inte heller medel till underhåll. När fortsättningskriget var slut 1945 rev den häftiga islossningen loss Sigyns förtöjningar där hon låg i Aura å och hon skadades ytterligare.
För att bekosta reparationerna föreslogs att Sigyn åter skulle sättas i trafik, i och med den brist på fartyg som fanns efter kriget. Slutligen förföll detta förslag och tillräckliga medel kunde samlas in för nödvändiga reparationer. Från 1948 var Sigyn åter öppen för besökare.
Efter ytterligare reparationer var Sigyn 1954 i så gott skick att hon för en filminspelning kunde segla för så gott som fulla segel på Erstan utanför Åbo. År 1970-1979 restaureras hon, först i docka i Sveaborg, och sedan vid kaj i Åbo där hon återfår sin ursprungliga barkrigg.
Nya problem dök dock upp: hon fick kattrygg, såsom alla träfartyg som ligger för länge vid kaj och den slutliga lösningen för att få bukt med den var att bygga en flytdocka, döpt till Loke. Tack vare dockan kan Sigyn ligga i sitt rätta element och tryggt förflyttas också längre sträckor, till exempel för reparation (några reparationsvarv för träfartyg finns inte i Åbo). Sigyn ligger sedan 1994 i Lokes famn i anslutning till Forum Marinum nära Aura ås mynning.
År 1998-2001 genomgick hon år en grundlig restaurering, dels i Mariehamn där delar av virket i skrovet byttes ut och senare i Åbo där stora delar av den stående riggen byttes ut. 2007 utgavs historiken Sigyn – ett lyckosamt skepp, författad av Jerker Örjans i anledning av fartygets 120-årsjubileum.

## Reparationer
Finlands första museifartyg, Sigyn, har reparerats sedan år 2018 på båtvarvet i Runsala. Trots att man alltid tagit väl hand om Sigyn har åren lämnat sina spår. För att kunna bevara henne åt efterkommande generationer inledde man år 2018 en omfattande renovering. En betydande del av fartygets rigg, spant och bordläggning måste bytas ut.
Nu fortsätter renoveringen av museifartyget i Aura å. Uppriggning kommer att ske i augusti 2020 på Sigyns egentliga plats vid Varvstorget. Fartyget öppnar för publik sommaren 2021.Nu inleds nästa fas av renoveringsarbetet när den sista träbarken i världen som gått i oceanfart återvänder till Aura å. Åbo Stad och Stiftelsen för Åbo Akademi är huvudfinansiärer för det omfattande renoveringsprojektet. Stiftelsen för Åbo Akademi har understött renoveringen av Sigyn med 360.000 euro.

## Övrigt
I Allhelgonakyrkan i Råå finns ett votivskepp som föreställer Sigyn, under åren 1918 till 1927 var Råå hemmahamn.